# Polyommatus tibetanus
Polyommatus tibetanus är en fjärilsart som beskrevs av Forster 1940. Polyommatus tibetanus ingår i släktet Polyommatus och familjen juvelvingar. Inga underarter finns listade i Catalogue of Life.